# Liste de sociétés savantes
La page liste de sociétés savantes présente la liste des articles consacrés aux sociétés savantes par pays.

## Listes
- Liste de sociétés savantes du Canada
- Liste de sociétés savantes des États-Unis
- Liste de sociétés savantes de France
- Liste de sociétés savantes de Suisse